# 切爾沃諾耶湖
52°24′N 27°57′E / 52.4°N 27.95°E
切爾沃諾耶湖（白俄羅斯語：Чырвонае）是白俄羅斯的湖泊，位於普里皮亞季河流域，由戈梅利州負責管轄，長12.1公里、寬5.2公里，面積43.8平方公里，集水區面積280平方公里，湖岸線長度30.8公里，平均水深0.7米，最大水深4米。